# Đoàn Chính Thuần
Đoàn Chính Thuần (chữ Hán: 段正淳, bính âm: Duàn Zhèngchún, ? - ?) là vị hoàng đế trong lịch sử nước Đại Lý (giai đoạn Hậu Đại Lý, từ năm 1096 đến năm 1253). Vị vua cuối cùng của Tiền Đại Lý, Đoàn Chính Minh, là anh ruột của ông.

## Trong lịch sử
Năm sinh và năm mất của Đoàn Chính Thuần hiện nay vẫn chưa rõ. Tổ phụ của ông là vua Hiếu Đức đế Đoàn Tư Liêm.
Năm 1094, quyền thần Cao Thăng Thái bức ép hoàng đế cuối cùng của thời kỳ Tiền Đại Lý là Đoàn Chính Minh thoái vị nhường ngôi, tự lập làm vua, cải quốc hiệu là Đại Trung. Tuy nhiên, chưa được 3 năm thì Cao Thăng Thái bệnh chết. Trước khi chết, Cao Thăng Thái có di chiếu lại cho con là Cao Thái Minh trả lại ngôi cho họ Đoàn, lập em của Đoàn Chính Minh là Đoàn Chính Thuần lên ngôi. Do thời gian gián đoạn 3 năm ngôi vị vào tay họ Cao, nên vương triều Đại Lý từ Đoàn Chính Thuần trở đi gọi là Hậu Đại Lý.
Trong những năm trì vị, Đoàn Chính Thuần sử dụng các niên hiệu sau:
- Thiên Thụ (1096)
- Khai Minh (1097-1102)
- Thiên Chính (1103-1104)
- Văn An (1105-1107)

Đoàn Chính Thuần trị vì đến năm 1107 thì nhường ngôi cho con là Đoàn Dự, xuất làm sư theo Phật giáo Mật Tông. Sau khi qua đời, ông được tôn thụy hiệu là Văn An Đế.

## Trong tiểu thuyết
Đoàn Chính Thuần cũng là một nhân vật trong tiểu thuyết kiếm hiệp Thiên Long Bát Bộ của nhà văn Kim Dung. Ông được Kim Dung miêu tả ở lần đầu tiên, khi xuất hiện bên Tiểu Kính hồ: "Gương mặt hình chữ quốc, khoảng chừng ngoài bốn mươi nhưng chưa đến năm mươi, hình mạo uy võ nhưng áo thùng thình, xem chừng có vẻ tiêu sái". Lúc đấy, Đoàn Chính Thuần là em trai của đương kim hoàng đế nước Đại Lý Bảo Định Đế, giữ chức vụ Trấn Nam vương, tước hiệu Hoàng Thái đệ (sẽ được kế vị ngôi Hoàng đế). Ông được mô tả là một con người đa tình, "Yêu mỹ nữ hơn giang sơn", quan hệ với rất nhiều mỹ nữ nhưng tình cảm của ông dành cho họ đều rất thật lòng. Sau cùng, ông tự sát khi chứng kiến Mộ Dung Phục giết những nhân tình của mình nhằm uy hiếp ông thoái vị.

## Trên phim
Tạ Hiền (1982),
Phan Chí Văn (1997),
Thang Trấn Tông (2003),
Lưu Tích Minh (2013)